# M 22 (звёздное скопление)
M 22 (также известно как Мессье 22 или NGC 6656) — шаровое скопление в созвездии Стрельца.

## Открытие
Скопление было открыто Абрахамом Илем в 1665 году и каталогизировано Шарлем Мессье в 1764 году.

## Описание
M 22 — одно из ближайших к Земле шаровых скоплений, находится на расстоянии 10 400 световых лет.
Его угловой диаметр на небосводе 32′ (примерно равен угловому диаметру Солнца и Луны), что соответствует реальному диаметру в 99±9 световых лет. В скоплении зарегистрированы 32 переменные звезды. В 1986 году в нём обнаружена (с помощью инфракрасных наблюдений на спутнике IRAS) планетарная туманность возрастом около 6 тыс. лет, получившая обозначение IRAS 18333-2357. Эти недолговечные по астрономическим меркам образования очень редки в шаровых скоплениях, известны лишь 4 шаровых скопления (М15, М 22, NGC 6441 и Palomar 6), содержащие планетарные туманности.
В скоплении обнаружены две чёрные дыры массой 10-20 M⊙. Их детектирование указывает, что выбрасывание чёрных дыр звёздной массы из шаровых скоплений менее эффективно, чем считалось ранее, и ведёт к оценке общего количества таких чёрных дыр в М22 от 5 до 100 штук.
Скопление находится вблизи балджа нашей Галактики, проецируясь на него. Таким образом, это позволяет использовать звёзды скопления для гравитационного микролинзирования звёзд фона.
Европейская исследовательская группа с участием Геттингенского университета обнаружила вблизи центра шарового скопления Messier 22 (NGC 6656) останки новой звезды, которую, возможно, китайские астрономы видели в мае 48 года до нашей эры. Масса эмиссионной туманности составляет от 1 до 17×10−5 M⊙. Диаметр туманности — около 8000 а.е. В спектре имеются эмиссионные линии серии Бальмера (водород), N II, O I, O III, S II и He I.

## Наблюдения
Это шаровое скопление — одно из украшений Стрельца и всего летнего неба. Только его относительная недоступность для наблюдений из умеренных широт северного полушария делает «Большое Скопление Геркулеса» более популярным. M 22 и ярче, и больше, и ближе к наблюдателю. В Крыму или Кавказе это скопление вдали от курортных городов заметно невооружённым глазом как неяркая звёздочка. В небольшой телескоп его уже можно рассматривать.

### Соседи по небу из каталога Мессье
- M 28 — (на запад) более тусклое шаровое скопление;
- M 8 — (ещё дальше на запад) большая туманность «Лагуна»;
- M 25 — (на север) большое и для рассеянных довольно богатое на звезды скопление;
- M 24 — (на северо-запад) яркий фрагмент Млечного Пути;
- M 54, M 69 и M 70 — цепочка из тусклых шаровых скоплений в южной части Стрельца.

### Последовательность наблюдения в «Марафоне Мессье»
…M 7 → M 6 → M 22 → M 28 → M 69…